# Saint-Nazaire-de-Valentane
Saint-Nazaire-de-Valentane település Franciaországban, Tarn-et-Garonne megyében. Lakosainak száma 311 fő (2022. január 1.). Saint-Nazaire-de-Valentane Brassac, Castelsagrat, Fauroux, Miramont-de-Quercy és Montesquieu községekkel határos.

## Népesség
A település népessége az elmúlt években az alábbi módon változott:
| Lakosok száma | 344  | 363  | 369  | 351  | 337  | 323  | 319  | 315  | 311  |
|               | 2013 | 2015 | 2016 | 2017 | 2018 | 2019 | 2020 | 2021 | 2022 |